# Aux sources de Kaamelott

Aux sources de Kaamelott est un film documentaire réalisé entre 2006 et 2010 par Christophe Chabert pour accompagner l'intégrale des DVD de la série télévisée Kaamelott d'Alexandre Astier.

## Résumé
Aux sources de Kaamelott, film documentaire en six actes réalisé par Christophe Chabert, critique de théâtre, accompagne les DVD de Kaamelott « Les Six Livres » sous la forme d'addenda explorant les corrélations entre la série réalisée par Alexandre Astier, la légende et les œuvres, de toutes les époques, autour du cycle arthurien et l'histoire de la Bretagne, continentale et insulaire, du IIIe au VIe siècle, en s'appuyant sur de nombreux témoignages d'universitaires, entrecoupés d'entretiens avec les acteurs et illustrés par des extraits de la série.

## Acte I «Les mœurs et les femmes»
Christophe Chabert déambule, le 30 janvier 2006, dans le quartier Saint-Jean du Vieux Lyon, interroge des personnes dans la rue sur leur connaissance de la légende arthurienne, s'entretient avec des fans de Kaamelott et retrouve, chez eux ou dans leurs institutions, les universitaires et les acteurs interviewés, leurs propos venant illustrer les extraits de la série correspondant aux thèmes explorés. Alexandre Astier, attablé au café de la place, introduit le propos de la légende arthurienne, du personnage du roi Arthur et de la place de Kaamelott dans les sources.

### Personnalités interviewées
Universitaires
- Leo Carruthers, directeur du Centre d'études médiévales anglaises, université Paris-Sorbonne
- Nicole Gonthier, professeur d'histoire médiévale université Jean-Moulin-Lyon-III
- Denis Menjot, professeur d'histoire, directeur du centre d'Histoire et d'Archéologie des mondes chrétiens et musulmans médiévaux[4]
- Marylène Possamaï, professeur de lettres, chercheur en littérature université Lumière-Lyon-II
- Claude Lachet, professeur de lettres, université Jean-Moulin-Lyon-III
- Alain Stoclet, professeur d'histoire médiévale, université Lyon-II
- Martin Aurel, professeur d'histoire médiévale, université de Poitiers

Acteurs
- Alexandre Astier, auteur, réalisateur, acteur (Arthur), Lyon
- Caroline Pascal (Demetra)
- Anne Girouard (Guenièvre), Théâtre Trévise, Paris
- Joëlle Sevilla (Séli), Acting Studio, Lyon
- Josée Drevon (Ygerne), Dijon

### Œuvres citées
Littéraires
- Historia regum Britanniae, Geoffroy de Monmouth
- Le Morte d'Arthur, Thomas Malory
- Chrétien de Troyes
- Les Premiers Faits du roi Arthur
- Perlesvaus

Cinématographiques
- Monty Python : Sacré Graal !, Monty Python
- Excalibur, John Boorman
- Les Chevaliers de la Table ronde, Richard Thorpe
- Lancelot du Lac, Robert Bresson

### Personnages cités
Historiques
- Britto-Romains
- Irlandais
- Écossais
- Gallois
- Bretons
- Germains
- Celtes
- Pictes

Légendaires
- Roi Arthur
- Guenièvre
- Lohot
- Lancelot du Lac
- Mordred
- Morgane
- Séli
- Uther Pendragon
- Ygerne
- Gorlois
- Merlin

### Périodes citées
- Ve siècle
- VIe siècle
- XIIe siècle
- XIIIe siècle

### Lieux cités
Historiques
- Bataille du mont Badon
- Rome
- Abbaye de Glastonbury
- Carhaix
- Tintagel

Légendaires
- Avalon
- Carmélide

### Concepts cités
- Femme
- Droit romain
- Place des femmes dans la Rome antique
- Héritage
- Mariage
- Polygamie
- Lignage
- Dot
- Contrat de mariage
- Famille
- Nobilitas
- Mésalliance
- Homosexualité
- Hérésie
- Amour courtois
- Adultère
- Chevalerie
- Héritier

## Acte II «La magie et l'Église»
Sur le même principe, nous sommes ici dans les rues de Rennes avec Christophe Chabert le 6 juin 2006 puis dans d'autres lieux où il poursuit ses entretiens à la recherche des sources de Kaamelott.

### Personnalités interviewées
Universitaires
- Claudine Glot, centre de l'imaginaire arthurien, château de Comper en Brocéliande
- Anne Berthelot, professeur de français université du Connecticut, académie de Mâcon
- Luc Bourgeois, maître de conférences en archéologie médiévale, centre d'études supérieures de civilisation médiévale, université de Poitiers
- Marc Rolland, professeur de littérature anglaise, université de Boulogne-sur-Mer, Rêves d'acier (GN), Paris
- Claire Jardillier, docteur en littérature médiévale, Rêves d'acier (GN), Paris
- Thierry Delcourt, directeur de la médiathèque de Troyes, fonds anciens de la médiathèque de Troyes
- Arnaud de la Croix, auteur et éditeur, Bruxelles

Acteurs
- Jean-Robert Lombard (Père Blaise), marché Saint-Antoine, Lyon
- Audrey Fleurot (La Dame du Lac), Paris
- Jacques Chambon, passerelle de l'Homme de la Roche, Lyon

### Œuvres citées
- Vie des saints
- Romans de la Table ronde
- Matière de Bretagne
- Folklore
- Collectage
- Michel Rouche
- Prophéties de Merlin
- Triades galloises
- Wace
- Yvain ou le Chevalier au lion
- Joseph Campbell

### Personnages cités
Historiques
- Celtes
- Bretons
- Constantin
- Romains
- Anglo-Saxons
- Peuples germaniques
- Druide
- Prêtre
- Scribe
- Chevalier
- Abbé

légendaires
- Vierge Marie
- Sainte Anne
- Blaise
- Fée Viviane
- Excalibur
- Merlin
- Lancelot du Lac
- Ban de Bénoïc
- Élaine de Bénoic
- Chevaliers de la Table ronde
- Claudas de la Terre Déserte
- Enchanteur
- Antéchrist
- Elias de Kelliwic’h
- Antor

### Lieux cités
Historiques
- Bretagne continentale
- Bretagne insulaire
- Pays celtiques
- Rome
- Gaule
- Concile d'Arles (314)
- Ninian

Légendaires
- Brocéliande
- Val sans retour
- Lac aux fées
- Fontaine de Barenton

### Périodes citées
- IIIe siècle
- VIe siècle
- Croisades
- XIIe siècle
- XIIIe siècle

### Concepts cités
- Paganisme
- Mythologie celtique
- Mythologie romaine
- Christianisme
- Christianisme celtique
- Église romaine
- Orthodoxie
- Dieu unique
- Trinité
- Graal
- Citoyenneté romaine
- Transmission
- Historicité
- Véracité
- Témoin oculaire
- Manuscrit
- Légende
- Merveilleux
- Surnaturel
- Fée
- Heroic fantasy
- Apparition
- Apparition mariale
- Génie
- Divinité
- Magie
- Superstition
- Foi
- Remède
- Prière
- Plante médicinale
- Irrationnel
- Astrologie
- Inquisition
- Hérésie
- Catharisme
- Sorcellerie
- Charlatanisme
- Dragon
- Licorne
- Quête
- Divination
- Prophétie

## Acte III «L'art de la guerre»
Été 2006, Christophe Chabert part sur plusieurs sites à la rencontre des acteurs et des équipes de préparation et de tournage des scènes de combats. Il retrouve les chercheurs qui exposent le thème de la guerre dans les pays bretons à la lumière des sources historiques et littéraires des Ve et XIIe siècles.

### Personnalités interviewées
Universitaires
- Thierry Delcourt, directeur de la médiathèque de Troyes, fonds anciens de la médiathèque de Troyes
- Luc Bourgeois, maître de conférences en archéologie médiévale, centre d'études supérieures de civilisation médiévale, université de Poitiers
- Anne Berthelot, professeur de français université du Connecticut, académie de Mâcon
- Claudine Glot, centre de l'imaginaire arthurien, château de Comper en Brocéliande
- Marc Rolland, professeur de littérature anglaise, université de Boulogne-sur-Mer, taverne médiévale, Paris
- Claire Jardillier, docteur en littérature médiévale, taverne médiévale, Paris

Acteurs
- Christian Bujeau (le maître d'armes), GRC production, La Bellière
- Louis Bujeau (élève chevalier), GRC production, La Bellière
- Stéphane Margot (Calogrenant), conseiller cascade

Techniciens
- Audric Kaloustian, ensemblier, Armedia, Morez
- Pascal Ruet, directeur de Salva Terra, Haute-Rivoire
- Marc Muscadel, Rêves d'acier
- Stéphane Crotti, Armedia, Morez
- Guillaume Roche, cascadeur, GRC production, La Bellière
- Franck Ginato, escrimeur médiéval
- Gérald Polat, professeur d'aïkido, aïkikaï de Lyon

### Œuvres citées
- Roman de chevalerie
- Tristan et Iseut
- Robert de Boron
- Végèce
- Excalibur, John Boorman
- La Guerre des étoiles, George Lucas

### Personnages cités
Historiques
- Roi Arthur
- Bretons
- Saxons
- Armée romaine
- Troupes auxiliaires
- Germains
- Scandinaves

Légendaires
- Roi Arthur
- Excalibur
- Lug

### Lieux cités
- Table ronde
- Royaume d'Arthur
- Bataille d'Hastings
- Première croisade

### Périodes citées
- Moyen Âge
- 476
- Renaissance
- Ve siècle
- VIe siècle
- XIe siècle
- XIIe siècle
- XVe siècle
- 1066
- 1095

### Concepts cités
- Maître d'armes
- Ensemblier
- Cascadeur
- Tournoi
- Durandal
- Arme
- Combattant
- Cavalier
- Spatha
- Épée
- Épée d'estoc
- Armure
- Épée à une main et demie
- Épée à deux mains
- Aristocratie
- Joute
- Lice
- Coutume
- Blason
- Bouclier
- Lance
- Infanterie
- Hache
- Latex
- Acier
- Laiton
- Casque
- Champ de bataille
- Cotte de mailles
- Plastron
- Hallebarde
- Catapulte
- Arbalète
- Baliste
- Escrime médiévale
- Art martial
- Épieu
- Étrier
- Milites
- Adoubement
- Sabre laser

## Acte IV «Géopolitique du royaume»
Christophe Chabert nous entraîne dans un road movie en taxi dans les rues de Lyon et à pied le long des remparts du fort Saint-Jean avec Lionnel Astier, puis avec deux chercheurs dans les rues de Paris, toujours en taxi, et à la rencontre, dans d'autres lieux, avec d'autres acteurs, d'autres universitaires et conservateurs de musées, à la recherche des traces du monde arthurien. L'épisode se conclut par une hypothétique rencontre avec la Dame du Lac sur les berges de la Saône.

### Personnalités interviewées
Universitaires
- Patrick Périn, directeur du musée d'Archéologie nationale de Saint-Germain-en-Laye
- Marc Rolland, professeur de littérature anglaise, université de Boulogne-sur-Mer, Paris
- Anne Berthelot, professeur de français université du Connecticut, académie de Mâcon
- Luc Bourgeois, maître de conférences en archéologie médiévale, centre d'études supérieures de civilisation médiévale, université de Poitiers
- Claire Jardillier, docteur en littérature médiévale, Paris
- Thierry Delcourt, directeur de la médiathèque de Troyes, fonds anciens de la médiathèque de Troyes

Acteurs
- Lionnel Astier (Léodagan), Lyon
- Loïc Varraut  (Venec)
- Serge Papagalli (Guethenoc)

### Œuvres citées
- Excalibur, John Boorman
- Dies iræ, Alexandre Astier
- Zosime
- Le Roi Arthur, Antoine Fuqua
- Ah ! Si Arthur était là ! Serge Papagalli
- Yvain ou le Chevalier au lion, Chrétien de Troyes

### Personnages cités
Historiques
- Roi Arthur
- Celtes
- Britto-Romains
- Gallo-Romains
- Pictes
- Scots
- Hadrien
- Constantin III
- Armée romaine
- Troupes auxiliaires
- Saxons
- Angles
- Jutes
- Romulus Augustule
- Odoacre
- Julius Nepos
- Barbares
- Frisons
- Peuples germaniques
- Attila
- Huns
- Burgondes
- Théodose II
- José Bové

Légendaires
- Roi Arthur
- Léodagan
- Blaise
- Roi Lot
- Anna
- Gauvain
- Agravain
- Gaheris
- Gareth
- Mordred

### Lieux cités
Historiques
- Mur d'Hadrien
- Angleterre
- Londinium
- Verulamium
- Pays de Galles
- Écosse
- Gaule
- Empire romain d'Occident
- Empire byzantin
- Empire ottoman
- Rome
- Ravenne
- Limes

Légendaires
- Camelot
- Table ronde
- Carmélide
- Château de Cadbury (en) (Cadbury Hill)
- Logres
- Orcanie

### Périodes citées
- IVe siècle
- 407
- 476
- Chute de l'Empire romain d'Occident
- 1453
- Chute de Constantinople
- Ve siècle
- VIe siècle

### Concepts cités
- Légende
- Chef de clan
- Province romaine
- Vestiges archéologiques
- Forum
- Théâtre
- Villa romaine
- Incursion
- Dux bellorum
- Invasions barbares
- Peine de mort
- Torture
- Esclavage
- Peuple
- Justice
- Démocratie
- Égalitarisme
- Dignité
- Droits de l'homme
- Colonat
- Servage
- Asservissement
- Otage
- Humanisme
- Paysannerie
- Lutte des classes

## Acte V «Les chevaliers de la Table ronde»
Sur le même format, Christophe Chabert tente, sans trop de succès, de sonder le public sur une aire d'autoroute puis s'entretient avec les universitaires qui présentent la Table ronde et les Chevaliers dans l'imagerie et la littérature médiévales et avec les acteurs sur la perception de leurs personnages.

### Personnalités interviewées
Universitaires
- Tina Anderlini, institut supérieur de décoration de Longwy
- Arnaud de la Croix, éditeur
- Thierry Delcourt, directeur de la médiathèque de Troyes
- Claudine Glot, directrice du centre de l'imaginaire arthurien
- Claire Jardillier, docteur en littérature médiévale
- Marc Rolland, professeur de littérature anglaise

Acteurs
- Thomas Cousseau (Lancelot du Lac)
- Nicolas Gabion (Bohort)
- Franck Pitiot  (Perceval)
- Jean-Christophe Hembert (Karadoc)
- Aurélien Portehaut (Gauvain)
- Simon Astier (Yvain)

### Œuvres citées
- Thomas Malory
- Wace
- Historia regum Britanniae, Geoffroy de Monmouth
- Queste del Saint Graal
- Cycle de la Branche rouge
- Chrétien de Troyes
- Littérature courtoise
- Lancelot ou le Chevalier de la charrette, Chrétien de Troyes
- Kaamelott, Alexandre Astier
- Perceval ou le Conte du Graal, Chrétien de Troyes
- Chevalier à l'épée
- Yvain ou le Chevalier au lion, Chrétien de Troyes
- Sherlock Holmes, Aurélien Portehault
- Titurel (de), Wolfram von Eschenbach

### Personnages cités
Historiques
- Maison Plantagenêt
- Robespierre
- Jack Lang
- Sean Penn

Légendaires
- Roi Arthur
- Chevaliers de la Table ronde
- Uther Pendragon
- Merlin
- Guenièvre
- Lancelot du Lac
- La Dame du Lac
- Galaad
- Lucky Luke
- Mordred
- Dark Vador
- Obi-Wan Kenobi
- Bohort
- Ban de Bénoïc
- Élaine de Bénoic
- Bohort, Roi de Gaunes
- Evaine
- Lionel
- Hector des Mares
- Perceval
- Roi pêcheur
- Caradoc Freichfras
- Gauvain
- Anna
- Roi Lot
- Yvain
- Héraclès
- Tintin
- Joseph d'Arimathie
- Jésus de Nazareth
- Longin le Centurion

### Lieux cités
- Cathédrale de Modène
- Vannes
- Brocéliande

### Périodes citées
- 1100
- An mille
- XIIe siècle
- Moyen Âge

### Concepts cités
- Table ronde
- Autorité
- Pair
- Cène
- Graal
- Égalité
- Préséance
- Symbolique
- Univers
- Chevalerie
- Eques
- Equites
- Ordre équestre
- Ordre sénatorial
- Chevalier
- Cheval
- Harnois
- Moralité
- Obéissance
- Abnégation
- Éthique
- Troubadour
- Chevalier servant
- Amour courtois
- Fidélité
- Allégeance
- Chevalier errant
- Admiration
- Amitié
- Tourment
- Rivalité
- Pureté
- Intégrisme
- Règle
- Respect
- Intransigeance
- Transgression
- Arthurianisme
- Comique
- Dramatique
- Sentimentalisme
- Jeu de rôle
- Méchant
- Côté obscur de la Force
- Élu
- Bonne volonté
- Épopée
- Mystique
- Pacifisme
- Culture
- Chasteté
- Virginité
- Séduction
- Tromperie
- Efféminé
- Douceur
- Naïveté
- Stupidité
- Imbécillité
- Ignorance
- Doute
- Force
- Innocence
- Force d'inertie
- Dépression
- Saint Calice
- Sainte Lance
- Mistigri

## Acte VI «Le roi Arthur?»
Dans ce dernier épisode, Christophe Chabert interroge comme à son habitude des personnes dans la rue puis pose la question, à laquelle répondent, en s'appuyant sur les sources citées, les personnalités précédemment rencontrées, de savoir qui est Arthur, un chef de guerre ou un roi, un personnage historique ou de roman, une légende politiquement fabriquée, un roi mélancolique, une légende inspirante ?

### Personnalités interviewées
- Arnaud de la Croix, auteur et éditeur
- Anne Berthelot, professeur de littérature française
- Thierry Delcourt, directeur du département des manuscrits, Bibliothèque nationale de France
- Claudine Glot, directrice du centre de l'imaginaire arthurien
- Marc Rolland, professeur d'études anglophones
- Claire Jardillier, docteur en littérature médiévale

### Œuvres citées
- Historia Brittonum, Nennius
- Triades galloises
- Historia regum Britanniae, Geoffroy de Monmouth
- De excidio et conquestu Britanniae, Gildas le Sage
- Le Cycle du Graal, Jean Markale
- Prophéties de Merlin, Geoffroy de Monmouth
- Romans de la Table ronde
- Légende arthurienne
- Roman de Brut, Wace
- Layamon
- Queste del Saint Graal
- La mort le roi Artus
- Préraphaélisme
- Parsifal, Richard Wagner
- Le Roi Arthus, Ernest Chausson
- Les Chevaliers de la Table ronde, Richard Thorpe
- Lancelot du Lac, Robert Bresson
- Camelot, Joshua Logan
- Monty Python : Sacré Graal !, Monty Python

### Personnages cités
- Arthur
- Bretons
- Celtes
- Barbares
- Germains
- Saxons
- Lucius Artorius Castus
- Artio
- Elfe
- Fée
- Rois fainéants
- Plantagenêts
- Guillaume le Conquérant
- Ducs de Normandie
- Rois d'Angleterre
- Henri II Plantagenêt

### Périodes citées
- Ve siècle
- IXe siècle
- XIe siècle
- 538
- 516
- IIIe siècle
- 1066
- XIIe siècle
- XIXe siècle

### Lieux cités
- Île de Bretagne
- Bataille du mont Badon
- Bataille d'Hastings
- Abbaye de Glastonbury
- Île d'Avalon

### Concepts cités
- Personnage
- Roman
- Guerrier
- Roi
- Chef de guerre
- Histoire
- Légende
- Dux bellorum
- Preuve
- Archéologie
- Chronique
- Hypothèse
- Création littéraire
- Vers
- Prose
- Cycle
- Naissance
- Enfance
- Disparition
- Anglais
- Anglo-normand
- Latin
- Mélancolie
- Héros
- Excalibur
- Aventure
- Cour
- Chevalier
- Trône
- Symbole
- Royaume
- Gloire
- Dignité
- Âge d'or
- Alliance politique
- Libérateur
- Oppression
- Propagande
- Transcendance
- Transgression
- Philologie
- Ancien français
- Manuscrit
- Postérité
- Redécouverte
- Création
- Littérature
- Théâtre
- Poésie
- Peinture
- Opéra
- Cinéma
- Dessin animé
- Survivance
- Matériau
- Réécriture
- Quête du père
- Roman historique
- Heroic fantasy
- Longévité
- Culture

## Alexandre Astier
Les quarante-cinq dernières minutes du documentaire de Christophe Chabert sont consacrées à une interview d'Alexandre Astier tournée en 2010 en trois parties et sur trois lieux : les locaux de l'Acting Studio et de sa société Dies Iræ, le théâtre antique de Fourvière à Lyon et enfin sur le site présumé de Camelot, Cadbury Hill en Grande-Bretagne.

### Personnalité interviewée
- Alexandre Astier

## Kaamelott opening
Aux sources de Kaamelott est précédé sur le DVD par des extraits de séances de l'enregistrement à l'auditorium Maurice-Ravel de Kaamelott opening, le « Générique du Livre VII qui n'existe pas », par l'Orchestre national de Lyon dirigé par Alexandre Astier.